# Skandia (schip, 1866)
De S/S Skandia was het eerste schip van de Dampskibsselskabet paa Bornholm af 1866.
Het werd gebouwd door de scheepswerf Burmeister & Wain en in 1866 opgeleverd. Op 3 november van dat jaar werd de Skandia in gebruik genomen.
In het eerste jaar behaalde het schip al een winst van 21%. In de zomermaanden werd slechts tweemaal per week gevaren, terwijl tussen oktober en maart geen enkele vaartocht werd ondernomen omdat het schip niet verzekerd was tegen schade. In 1879 werd het schip verbouwd op de werf van Burmeister & Wain.
Tot en met december 1898 voer het schip voor Dampskibsselskabet paa Bornholm af 1866, waarna het voor 28.000,- DKK werd verkocht aan een rederij in Göteborg, Zweden. In 1907 werd de Skandia gesloopt in Kopenhagen.
Skandia · Heimdal · Hjalmar · Thor · Bornholm · Skandia · Ørnen · Heimdal · Frem · Bornholm · Hammershus · Østersøen · Rotna · Ella · Kongedybet · Østersøen · Bornholm · Thorkild Lund · Bornholm · 66-Paketten · Bornholmerpilen · Hammershus · Rotna · Isefjord · Hammershus · Rotna · Povl Anker · Jens Kofod · Julle · Peder Olsen · Gute · Villum Clausen · Dana Hafnia · Clare · King Of Scandinavia · Bora Mari · Rügen · Vilja · Dueodde · Hammerodde · Skania · Leonora Christina